# Joanne Quay
Joanne Quay Swee Ling (* 17. März 1980) ist eine malaysische Badmintonspielerin. 

## Karriere
Joanne Quay gewann 1998 die Weltmeisterschaft der Junioren und 1999 die Hongkong Open. 2000 siegte sie bei den French Open, 2006 bei den Australian Open. Im letztgenannten Jahr gewann sie ebenfalls Bronze bei den Asienmeisterschaften.

## Sportliche Erfolge
| Saison | Veranstaltung                         | Disziplin   | Platz | Name                          |
| ------ | ------------------------------------- | ----------- | ----- | ----------------------------- |
| 1997   | Malaysia International                | Mixed       | 1     | Rosman Razak / Joanne Quay    |
| 1998   | Weltmeisterschaften der Junioren      | Mixed       | 1     | Chan Chong Ming / Joanne Quay |
| 1999   | Weltmeisterschaft                     | Mixed       | 9     | Chan Chong Ming / Joanne Quay |
| 1999   | Hongkong Open                         | Mixed       | 1     | Chan Chong Ming / Joanne Quay |
| 1999   | Hongkong Open                         | Damendoppel | 3     | Lim Pek Siah / Joanne Quay    |
| 1999   | China: Internationale Meisterschaften | Mixed       | 5     | Chan Chong Ming / Joanne Quay |
| 2000   | French Open                           | Mixed       | 1     | Chong Ming Chan / Joanne Quay |
| 2001   | Hongkong Open                         | Damendoppel | 5     | Fong Chew Yen / Joanne Quay   |
| 2006   | Australian Open                       | Mixed       | 1     | Daniel Shirley / Joanne Quay  |
| 2006   | New Zealand Open                      | Damendoppel | 2     | Lim Pek Siah / Joanne Quay    |
| 2006   | Asienmeisterschaft                    | Damendoppel | 3     | Lim Pek Siah / Joanne Quay    |
| 2010   | Welsh International                   | Damendoppel | 1     | Anita Raj Kaur / Joanne Quay  |